# Able Archer 83

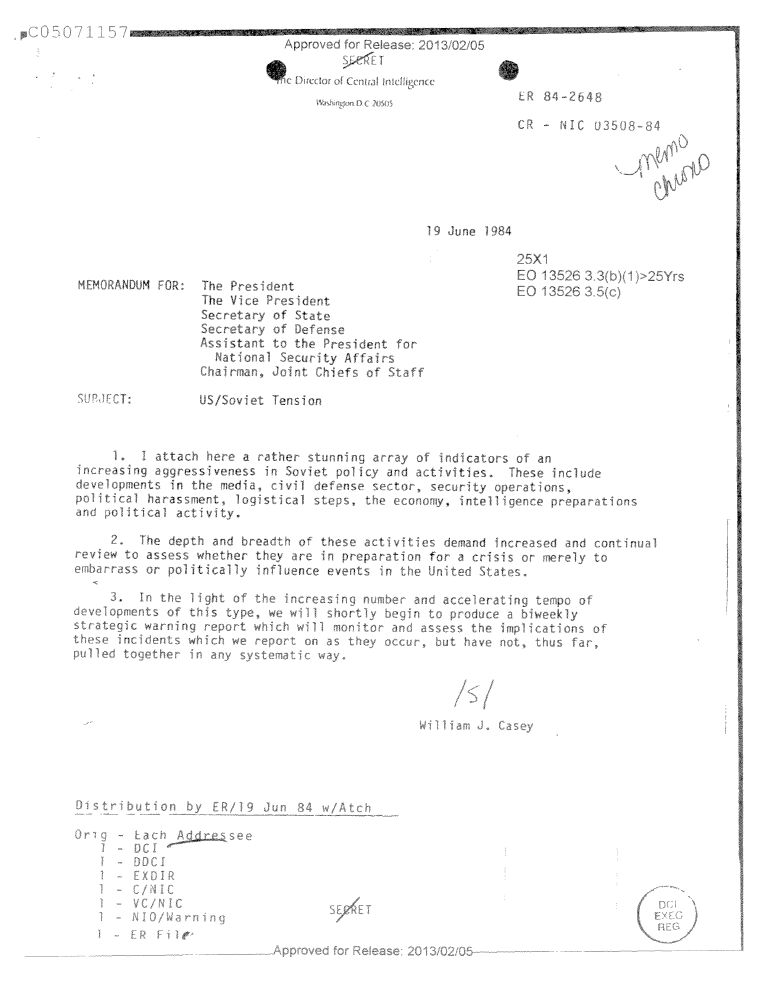
Memorandum na de oefening

Able Archer 83 was een tien dagen durende militaire oefening die in 1983 door de NAVO werd uitgevoerd. Hierbij werd een escalatie tussen de NAVO en het Warschaupact gesimuleerd waarbij uiteindelijk een DEFCON 1-situatie zou ontstaan en een nucleaire aanval zou plaatsvinden. De oefening vond plaats in verschillende commandocentra maar met name in het Europese SHAPE in het Belgische Casteau. Able Archer 83 duurde van 2 tot en met 11 november.
Deze oefening werd vanuit de Sovjet-Unie met veel argwaan bekeken. Zo bestond de angst dat de oefening in werkelijkheid een voorbereiding was op een echte aanval. Het Rode Leger stond tijdens Able Archer dan ook in opperste staat van paraatheid. Om verdere escalatie met de Sovjet-Unie te voorkomen werd het programma in de loop van de dagen aangepast. Zo werd het onderdeel met de evacuatie van de Amerikaanse president naar een geheime locatie afgelast. Het is niet uit te sluiten dat hiermee een kernoorlog op het nippertje is vermeden.
De situatie rond de oefening Able Archer 83 was overigens de tweede keer op rij - in korte tijd - dat een mogelijke kernoorlog pas op het allerlaatste moment werd voorkomen. Tijdens een incident in september 1983, waarbij een systeem van de Sovjet-luchtverdediging ten onrechte de lancering van vijf Amerikaanse intercontinentale raketten meldde, besloot luitenant-kolonel Stanislav Petrov van de luchtverdedigingseenheid van de Sovjet-strijdkrachten om niet te reageren omdat hij – terecht – van oordeel was dat het om een vals alarm ging.